# Alicia
För andra betydelser, se Alicia (olika betydelser).

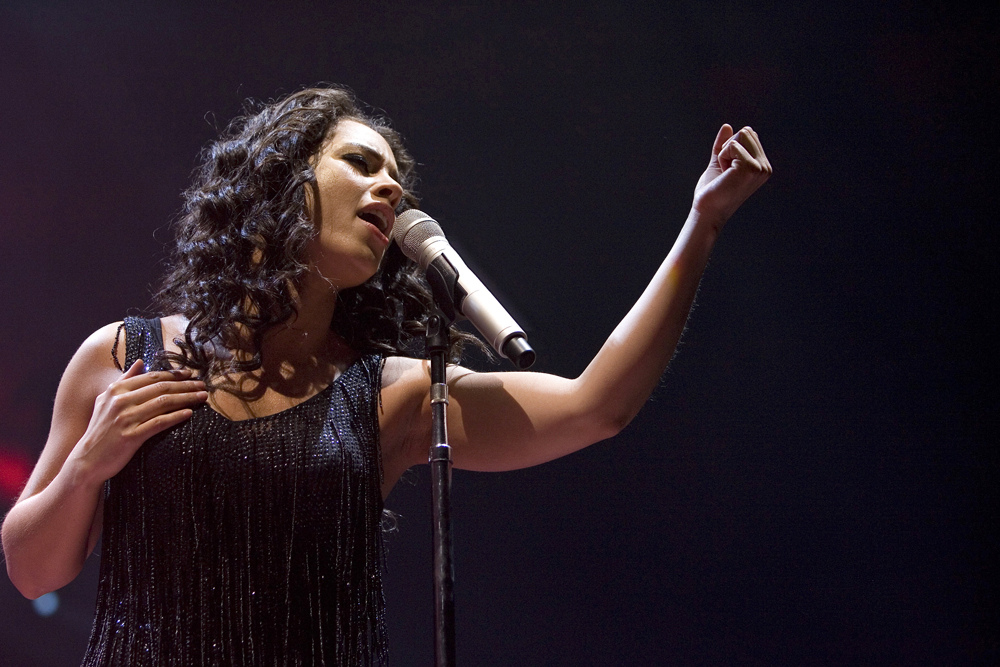
Alicia Keys

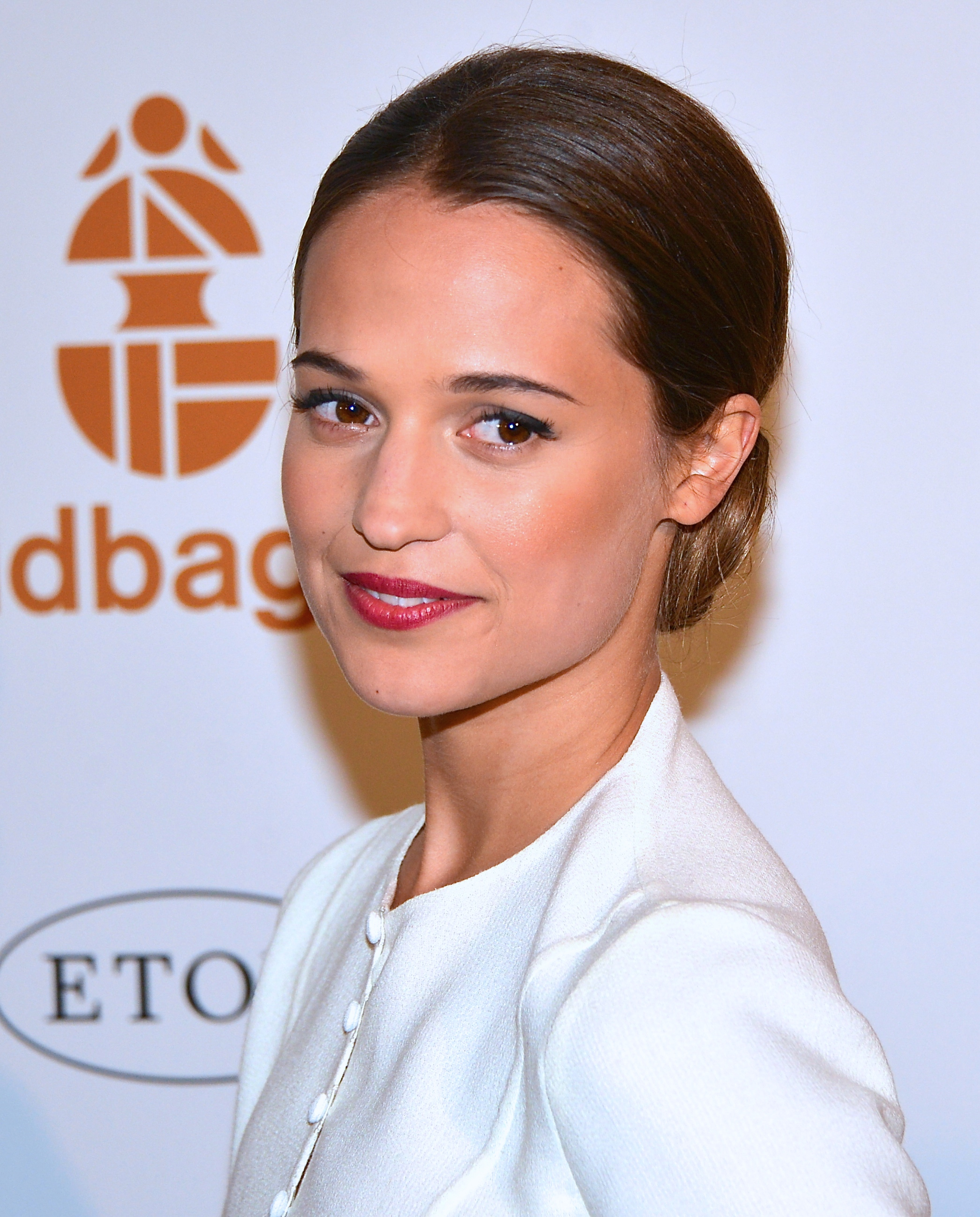
Alicia Vikander

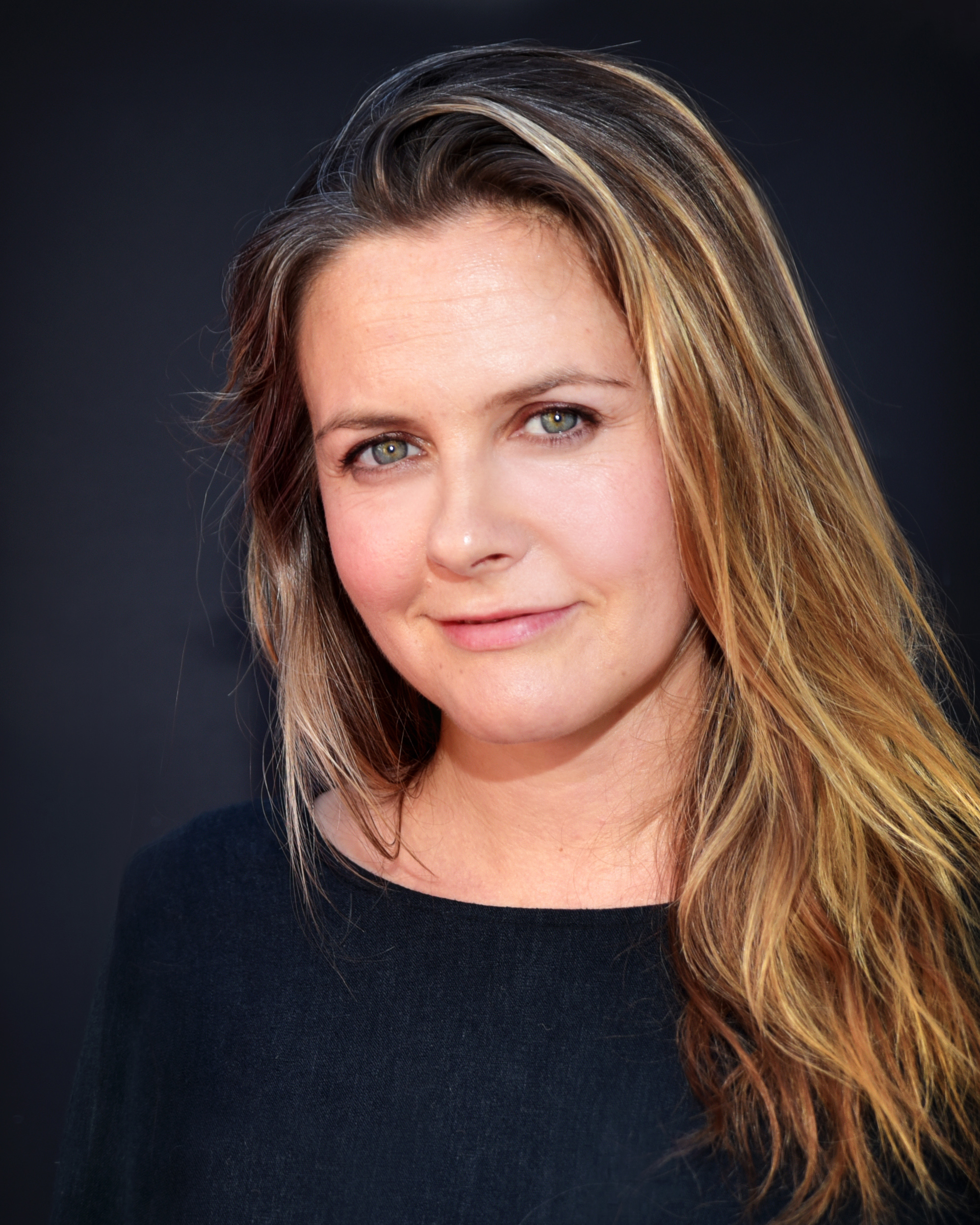
Alicia Silverstone

Alicia är en latiniserad eller spansk variant av namnet Alice som är vanligt i spansktalande länder. Namnet kommer från det forngermanska namnet Adelheid som är sammansatt av orden ädel, söt och sann.
Den 31 december 2014 fanns det totalt 10 118 kvinnor folkbokförda i Sverige med namnet Alicia, varav 7 248 bar det som tilltalsnamn.
Namnsdag i Sverige: saknas. I den finlandssvenska namnsdagslängden har Alicia namnsdag 14 juli sedan 2015.

## Personer med namnet Alicia
- Alicia Alonso, kubansk ballerina och koreograf
- Alicia Coutts, australisk simmare
- Alicia Keys, amerikansk musiker
- Alicia Lundberg, svensk journalist
- Alicia Markova, brittisk ballerina
- Alicia Molik, australisk tennisspelare
- Alicia Rissler, svensk designer
- Alicia Silverstone, amerikansk skådespelare
- Alicia Vikander, svensk skådespelare och dansare
- Alicia Witt, amerikansk skådespelare